# Giętkoząb
Giętkoząb (Brachysynodontis batensoda) – gatunek słodkowodnej ryby z rodziny pierzastowąsowatych (Mochokidae). Jedyny przedstawiciel rodzaju Brachysynodontis.

## Występowanie
Północna i środkowa Afryka (Egipt, Etiopia, Gambia, Kamerun, Niger, Nigeria, Senegal i Sudan.

## Charakterystyka
Bocznie spłaszczone ciało z kolcem w płetwie grzbietowej. Często pływa odwrócony do góry brzuchem w poszukiwaniu owadów na powierzchni wody. Wszystkożerny. Dorasta do 50 cm długości ciała.